# Liste der Naturdenkmale in Nisterau
Die Liste der Naturdenkmale in Nisterau nennt die im Gemeindegebiet von Nisterau ausgewiesenen Naturdenkmale (Stand 13. Juni 2024).

## Naturdenkmale
| Nr.         | Bezeichnung | Lage                                             | Beschreibung                                        | Bild            |
| ----------- | ----------- | ------------------------------------------------ | --------------------------------------------------- | --------------- |
| ND-7143-378 | Pfaffenmahl | südwestlich des Ortes; Abteilung Paffenmahl Lage | Basaltkegel; Teil des Naturschutzgebiets Bacher Lay | Fotos hochladen |

## Ehemalige Naturdenkmale
| Nr. | Bezeichnung                         | Lage                                             | Beschreibung                                             | Bild                                    |
| --- | ----------------------------------- | ------------------------------------------------ | -------------------------------------------------------- | --------------------------------------- |
|     | Weiherlinde an der ehemaligen Mühle | südwestlich des Ortes; Abteilung Paffenmahl Lage | Tilia platyphyllos; Rechtsverordnung vor 2009 aufgehoben | Direkt Bild zu diesem Denkmal hochladen |